# Bradford Vaughan
Bradford Vaughan (Zuid-Afrika, 14 juni 1975) is een Zuid-Afrikaans golfprofessional, die actief is op de Sunshine Tour.

## Loopbaan
Voordat Vaughan in 1995 een golfprofessional werd, was hij een golfamateur en hij won een paar golftoernooien waaronder het Zuid-Afrikaans Amateur Kampioenschap.
In juli 1997 behaalde Vaughan op de Sunshine Tour zijn eerste profzege door de Trustbank Gauteng Classic te winnen. In het volgende decennium won Vaughan zeven toernooien op de Sunshine Tour en de laatste zege dateert van november 2006 waar hij toen de Limpopo Classic won.

## Prestaties

### Amateur
- 1994: Zuid-Afrikaans Amateur Kampioenschap

### Professional
Sunshine Tour
| Nr. | Datum             | Toernooi                      | Score           | Score | Info                             |
| --- | ----------------- | ----------------------------- | --------------- | ----- | -------------------------------- |
| 1   | 26 juli 1997      | Trustbank Gauteng Classic     | 73+66+70=209    | –7    | [ 1 ]                            |
| 2   | 30 september 1999 | Royal Swazi Sun Classic       | 68+65+67=200    | –16   | [ 2 ]                            |
| 3   | 18 februari 2001  | Investec Royal Swazi Sun Open | 67+67+65+64=263 | –25   | [ 3 ]                            |
| 4   | 20 juni 2004      | Royal Swazi Sun Classic       | 68+67+64=199    | –17   | [ 4 ]                            |
| 5   | 16 oktober 2004   | Limpopo Eskom Classic         | 68+63+67=198    | –18   | [ 5 ]                            |
| 6   | 9 oktober 2005    | Bearingman Highveld Classic   | 69+66+66=201    | –15   | [ 6 ]                            |
| 7   | 20 november 2005  | Limpopo Classic               | 65+67+64+69=265 | –19   | [ 7 ]                            |
| 8   | 19 november 2006  | Limpopo Classic               | 68+65+66+67=266 | –18   | Won de play-off van Warren Abery |

## Teamcompetities
- Eisenhower Cup: 1994